# Joseph Marie Jules Parrot

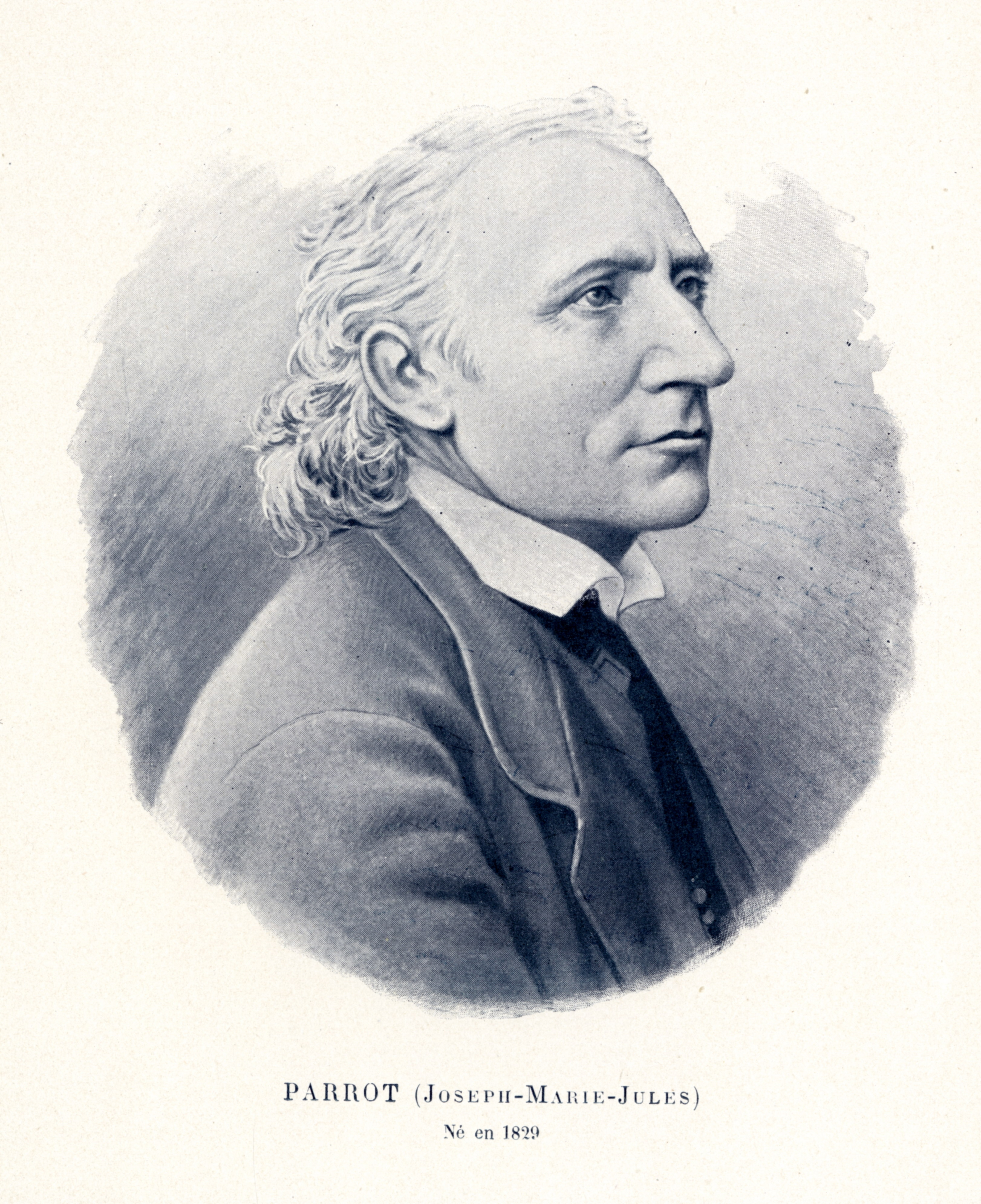
Joseph Marie Jules Parrot

Joseph Marie Jules Parrot (* 1. November 1829 in Excideuil, Département Dordogne, Frankreich; † 5. August 1883) war ein französischer Arzt, Medizinhistoriker und als Pädiater Pionier der Kinderheilkunde.

## Leben
Parrot war Sohn eines Arztes und besuchte zunächst die Pariser Ingenieur-Hochschule (École Polytechnique), bevor er zum Medizinstudium wechselte. Er wurde 1852 Assistenzarzt und promovierte 1857 zum Doktor der Medizin. 1860 wurde er Dozent und zwei Jahre später Médecin des Hôpitaux. Die folgenden zwei Jahre verbrachte er aus gesundheitlichen Gründen in Algerien, bevor er nach Paris zurückkehrte. Als Schüler von Joseph Honoré Simon Beau (1806–1865) studierte Parrot zunächst Herzkreislauferkrankungen und veröffentlichte einige Artikel Herzgeräusche. Er verband klinische mit pathologischen Studien und führte sorgfältige Bestimmungen von Organgewichten durch. Nach seinem Wechsel in das Findelheim Hospice des Enfants-Assistés 1867 widmete er seine Studien der Kinderheilkunde und wurde so zu einem der Pioniere dieser Fachrichtung. 1876 bekam er nach dem Tod von Paul-Joseph Lorain (1827–1875) den Lehrstuhl für Geschichte der Medizin, welchen er 1879 zum Gründungslehrstuhl für Kinderheilkunde umwidmete. Von 1867 bis 1883 leitete er die Pariser Findelanstalt. 1878 wurde Parrot in die Académie de médecine gewählt.

## Wirken
Parrot beschrieb und klassifizierte zahlreiche Krankheiten des Neugeborenen. Neben der Entwicklung des Gehirns widmete er den Auswirkungen der angeborenen Syphilis auf das Nervensystem und andere Organe einschließlich der Knochen, der Leber und der Lunge besondere Aufmerksamkeit. Zusammen mit Louis Pasteur veröffentlichte er die erste Arbeit über Pneumokokken (1881) und den gesetzmäßigen Zusammenhang zwischen einem Lymphknotenbefall bei Tuberkulose und den zugehörigen Lungenveränderungen (Primärkomplex).

## Ehrungen
Zeitweise wurden Krankheitsbilder nach ihm benannt:
- Parrot-I-Syndrom, infantile Pseudoparalyse bei angeborener Syphilis (1871), Synonyme: Bednar-Parrot-Syndrom,[3] Parrotsche Pseudoparalyse, Parrotsche Krankheit
- Parrot-II-Syndrom, Failure to thrive (Gedeihstörung) (1877)
- Parrot-Kaufmann-Syndrom, Achondroplasie[4]

## Schriften
- Considérations sur le zona. Union médicale, Paris 1856.
- Propositions de médecine. Dissertation, Paris 1857.
- Étude sur la sueur de sang et les hémorrhagies névropathiques. Gazette hebdomadaire de médecine et de chirurgie, Paris 1859.
- De la morte apparente. Thèse d’agrégation; Paris 1860.
- Étude sur un bruit de soufle cardiaque symptomatique de l’asystolie. Archives générales de médecine, Paris 1865.
- Étude clinique sur le siège, le mécanisme et la valeur séméiologique des murmures vasculaires inorganiques de la région du cou. Archives générales de médecine, Paris 1867.
- Étude clinique sur le siège et le mécanisme des bruits cardiaques dits anémiques. Archives générales de médecine, Paris 1866.
- Maximilien Stoll. Conférences historiques faites à la Faculté de médecine, Paris 1866.
- Étude de la stéatose interstitielle diffuse de l’encéphale chez le nouveau-né. Archives de physiologie normale et pathologique, Paris 1868.
- Sur un cas d’hydatide du cerveau observé à l’hospice des Enfants-Assistés. Archives de physiologie normale et pathologique, Paris 1868.
- Du muquet gastrique et de quelques autres localisations de ce parasite. Archives de physiologie normale et pathologique, Paris 1869.
- Note sur un cas de rupture de la moëlle chez un nouveau-né par suite de manoeuvres pendant l’accouchement. Bulletins et mémoires de la Société médicale des hôpitaux de Paris, 1869.
- Étude sur l’encéphalopathie urémique et le tétanos des nouveau-nés. Archives générales de médecine, Paris 1872.
- Note sur l’infarctus uratique des reins chez les nouveau-nés. Union médicale, Paris 1872.
- Sur une pseudo-paralysie causée par une altération du système osseux chez les nouveau-nés atteints de syphilis héréditaire. Archives de physiologie normale et pathologique, Paris 1872.
- Sur le remollissement de l’encéphale chez les nouveau-nés. Archives de physiologie normale et pathologique, Paris 1873.
- Études sur l’hémorrhagie encéphalique chez les nouveau-nés. Archives de tocologie, Paris 1875.
- Recherches sur les relations qui existent entre les lésions des poumons et celles des ganglions trachéo-bronchiques. Comptes rendus de la Société de biologie, Paris 1876, sér 6, 3: 308–309.
- Clinique des nouveau-nés. L’athrepsie. Leçons recueillies par le Dr. Troisier. Paris, Masson, 1877.
- L’organisme microscopique trouvé par M. Pasteur dans la maladie nouvelle provoquée par la salive d’un enfant mort de la rage. Bulletin de l’Académie de médecine, Paris 1881, 2 sér. 10: 379.
- Leçons cliniques sur la fièvre typhoïde chez les enfants. Progrés médical, Paris 1883.
- La syphilis hereditaire et le rachitis. (Maladies de enfants). Paris, Masson, 1886.